# Chiesa di San Pietro Apostolo (Roveredo di Guà)
La chiesa di San Pietro Apostolo è la parrocchiale di Roveredo di Guà, in provincia di Verona e diocesi di Vicenza; fa parte del vicariato di Cologna Veneta

## Storia
La parrocchia di San Pietro di Roveredo è attestata a partire dalla fine del XIII secolo, periodo a cui risalgono le Rationes decimarum compilate tra il 1297 e il 1303.
La chiesa, dopo essere stata ricostruita nel 1746, venne interessata da un ampliamento per volere dell'allora parroco don Federico Chiesa tra il 1880 e il 1885; sempre alla fine dell'Ottocento fu eretta la  nuova torre campanaria.
Tra il 1930 e il 1931 si procedette alla realizzazione della cappella feriale e il 4 settembre 1938 la parrocchiale venne consacrata; sempre nel corso di quel decennio l'edificio fu oggetto di ulteriori interventi di decorazione.

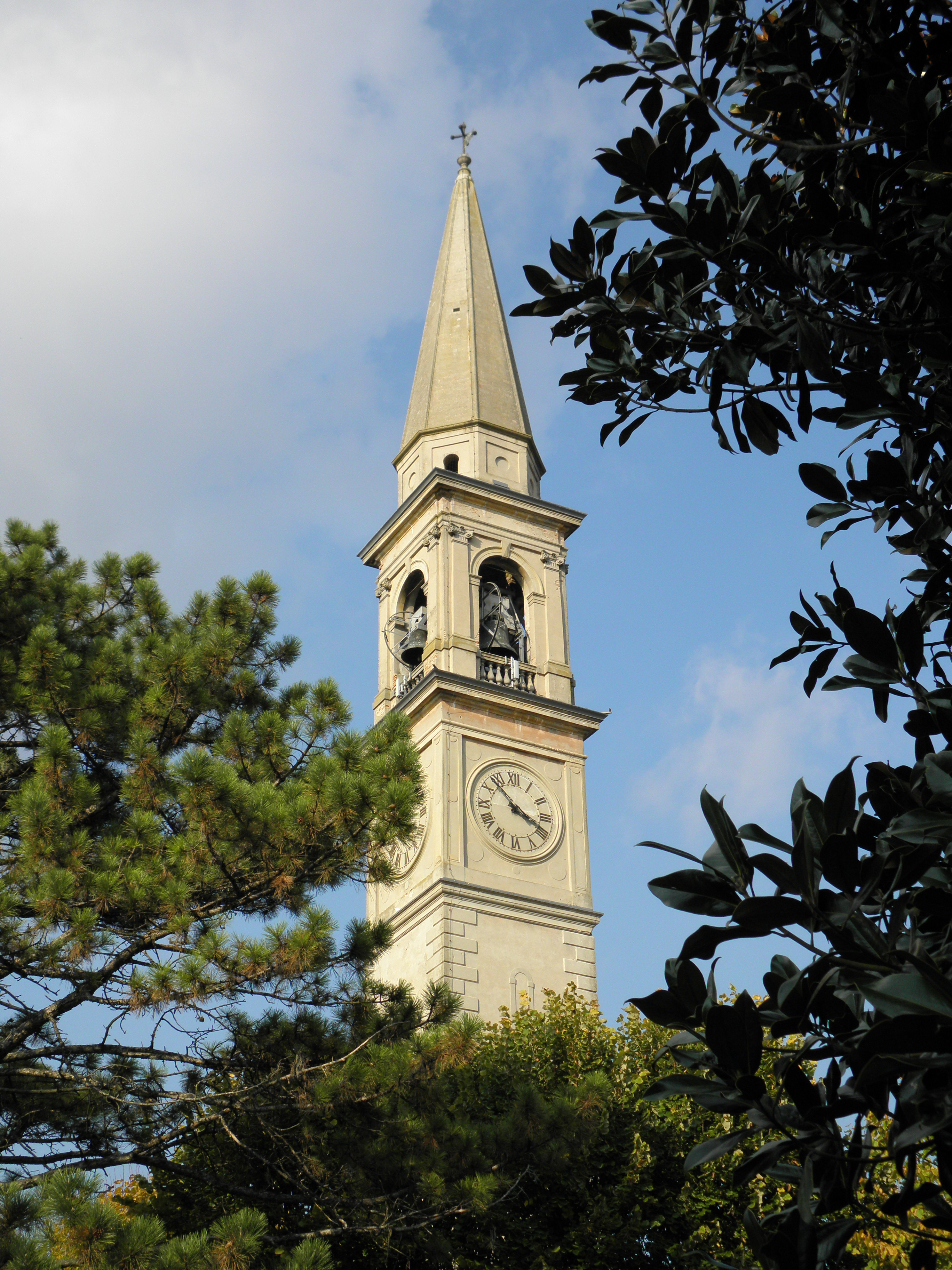
Il campanile

Entro il 1985 la parrocchiale venne interessata dall'adeguamento liturgico secondo le norme postconciliari mediante l'aggiunta dell'altare rivolto verso l'assemblea.

## Descrizione

### Esterno
La facciata a capanna della chiesa, rivolta a occidente, presenta centralmente il portale d'ingresso, sormontato dal timpano e affiancato da due nicchie con statue, e sopra un'iscrizione dedicatoria; il prospetto è inoltre scandito da quattro lesene d'ordine ionico sorreggenti la trabeazione e il frontone dentellato di forma triangolare, sopra il quale sono collocate tre statue.
Ad alcuni metri dalla parrocchiale si erge su un alto basamento a scarpa il campanile a pianta quadrata; la cella presenta su ogni lato una monofora ed è coronata dalla guglia poggiante sul tamburo ottagonale.

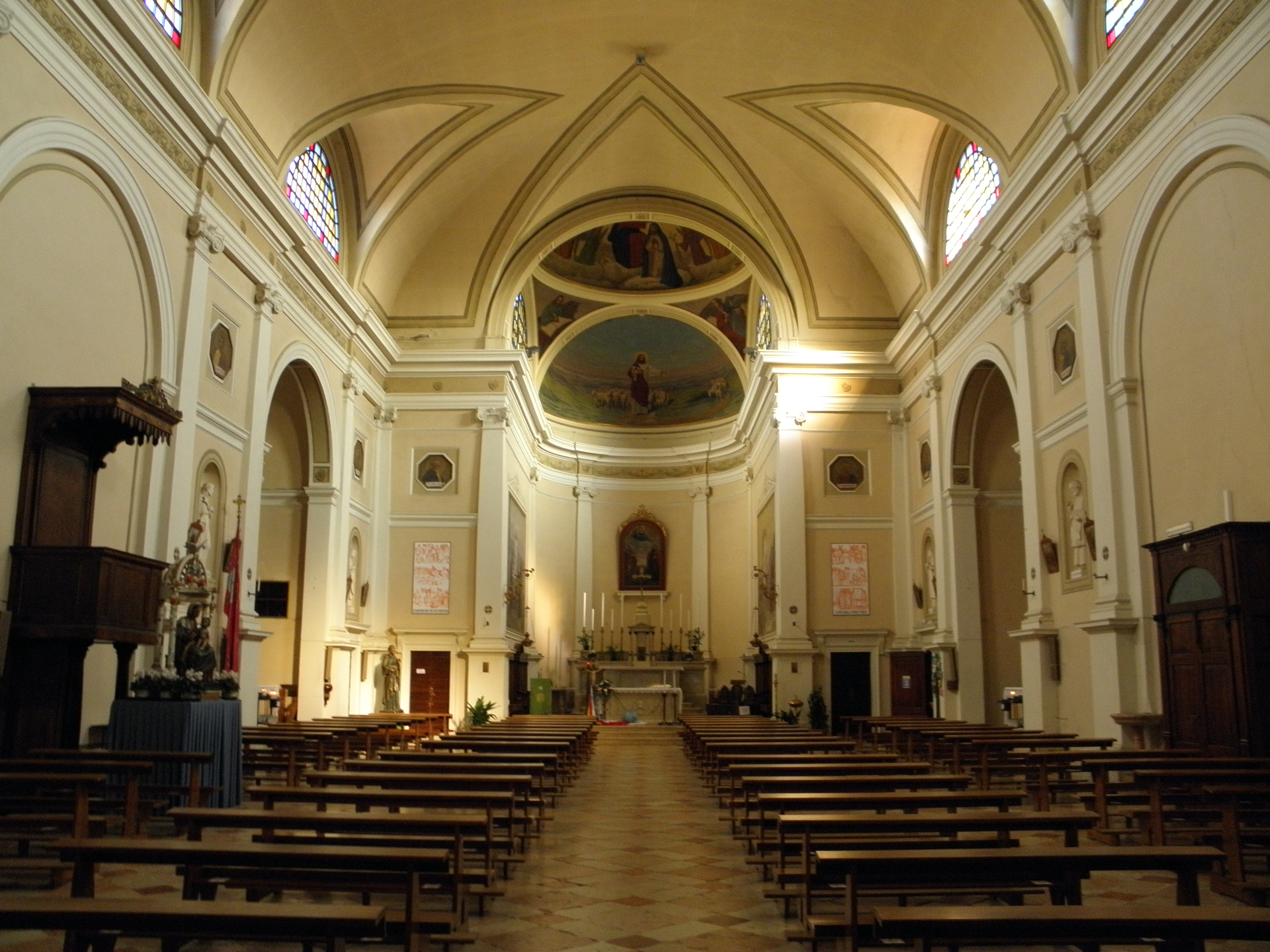
L'interno

### Interno
L'interno dell'edificio si compone di un'unica navata a pianta rettangolare, sulla quale si affacciano le quattro cappelle laterali, introdotte da archi a tutto sesto, e le cui pareti sono scandite da lesene terminanti con capitelli ionici e sorreggenti la trabeazione modanata e aggettante sopra la quale si imposta la volta; al termine dell'aula si sviluppa il presbiterio, rialzato di alcuni gradini, coperto dalla volta sferica e chiuso dall'abside di forma semicircolare.